# Cristian Moisescu

Cristian Moisescu, primarul pe bicicletă (Arad, 1992-1996)

Cristian Moisescu (n. 9 iulie 1946, Arad – d. 7 ianuarie 2016, Arad) a fost primul primar ales democratic al municipiului Arad între 1992-1996, din partea Alianței Civice, profesor universitar în cadrul Universității de Vest „Vasile Goldiș” din Arad, și scriitor de diverse studii teologice.

## Studiile
A urmat Facultatea de Filologie din cadrul Universității de Vest din Timișoara, secția Limba Engleză – Română. Tot la această instituție de învățământ superior o obținut doctoratul în Filologie.

## Activitatea didactică
Între 1972-1989 a predat Limba engleză la Liceul nr. 4 din Arad, actualmente „Caius Iacob” iar între 1990-1992 la Liceul Teoretic „Elena Ghiba Birta”, azi Colegiu Național. Ulterior a devenit lector universitar la Universitatea „Vasile Goldiș” din Arad, predând Istoria Culturii și Civilizației și formând noi pedagogi.
Universitatea de Vest „Vasile Goldiș” din Arad l-a comemorat în primăvara anului 2016 pe lect. univ. dr. Cristian Moisescu alături de prof. Ioan Crîsnic, prin dezvelirea unei plăci comemorative, care va rămâne amintire pentru toți studenții pe care i-a slujit în cei peste 20 de ani de activitate în cadrul Universității la sediul Facultății de Științe Socio Umane și Educație Fizică și Sport și în Campusul Facultății de Medicină din cadrul UVVG.

## Activitatea politică locală
În perioada decembrie 1989–iunie 1990, a ajuns inspector general, șeful comisiei de învățământ a județului Arad din cadrul Consiliului Provizoriu al Uniunii Naționale Arad, cea mai înaltă funcție școlară în Județul Arad.
Între 1990-1991 a îndeplinit funcția de președinte al Alianței Civice Arad și pe cea de președinte al filialei județene a Partidului Alianței Civice Arad.
În perioada 1992-1996 a fost primar al municipiului Arad, primul primar ales prin vot democratic după 50 de ani de comunism. Proiectele sale vizau nevoile culturale și educaționale ale unei noi ere democratice în România post-decembristă. A sprijinit biserici, școli, case de cultură și mai ales a format oameni tineri în Aparatul administrativ al orașului și în Învățământul local.
L-a chemat la Arad în 1996 pe poetul Ioan Alexandru în funcția de senator din partea PNȚCD pentru proiecte cultural - creștine.
Din anul 2000 a deținut două mandate de consilier: unul local și unul județean. În toată activitatea politică a luptat pentru drepturile fundamentale ale omului, pentru educație occidentală și a demascat demagogia politrucilor din vârfurile unui sistem politic corupt pseudo-democrat, încă nereformat.
Cristian Moisescu a fost apreciat și pentru faptul că se deplasa la serviciu cu bicicleta, servind drept exemplu occidental demnitarilor conaționali contemporani.  Acesta a așezat personal pe frontispiciul clădirii Primăriei Arad împreună cu fiicele domniei sale, literele aurite „VIA VERITAS VITA”, comandate din Marea Britanie, reprezentând cuvintele evanghelice în limba latină, traduse prin „Calea, Adevărul și Viața” (Evanghelia lui Ioan) și a creat astfel noua stemă a Municipiului Arad, folosind această expresie mesianică drept slogan al cetății de vest.

## Preocupări cultural - religioase

Cristian Moisescu - V.V. Moisescu, Fascinația Armoniei Universale (Arad, 2016)

A publicat următoarele lucrări: „Devieri de la Calea Vieții” (Germania, GBV, 1990), „Vremea Sfârșitului – Apocalipsa verset cu verset” (Arad, 1998), ,,Mesajul Celor Șapte Biserici din Apocalipsa" (Arad, 2012) și s-a îngrijit de „Antologia de poezie Ioan Alexandru" (Arad, 2000) împreună cu artistul Onisim Colta.
A fost distins cu „Diploma de luptător în Revoluția Română din 1989”, Titlul de „Prieten al artelor,” 1994, decernat de Uniunea Artiștilor Plastici – filiala Arad, Titlul de „Susținător al artelor”, 1995, decernat de aceeași organizație profesională. 
În ultima parte a vieții a lucrat la volumul biografic despre viața tatălui său, „V.V.Moisescu - Fascinația Armoniei Universale" (Arad, 2016) și la un comentariu actualizat al cărții Apocalipsei, „Apocalipsa pe înțelesul tuturor” (Arad, 2022), lucrări tipărite sub egida editurii Samuel.
Priveghiul și slujba de înmormântare au avut loc în Biserica Baptistă Dragostea din cartierul arădean Pârneava, păstorită atunci de Onisim Mladin, verișorul acestuia.
Profesorul Cristian Moisescu a reprezentat pentru mulți contemporani de-ai săi un model de urmat, nu doar în ceea ce privește viața academică, ci și în ce privește administrația comunitară publică, prin conduita sa civică, etică și morală, iar apoi ca om printre semeni cultivând valorile pure creștine, fiind un mărturisitor liber de talie universal-evanghelică.

## [2]Note
1. ↑  Albu, Daniel (19 mai 2016). „Foștii profesori Cristian Moisescu și Ioan Crîsnic, comemorați de Universitatea de Vest „Vasile Goldiș" din Arad”. Glasul Aradului. Arhivat din original la 23 aprilie 2021. Accesat în 20 mai 2016.
2. 1 2  Duțu, Diana (8 ianuarie 2016). „,,Cristian Moisescu: Sunt și eu, un simplu muritor imperfect"”. Aradon. Accesat în 8 ianuarie 2016.
3. ↑  Priveghiul lui Cristian Moisescu
4. ↑  Ultimul drum al lui Cristian Moisescu

1. ↑  Duțu, Diana (16 decembrie 2020). „Cristian Moisescu va da numele unei străzi”. Aradon. Accesat în 17 decembrie 2020.